# Берёзовка (Среднеколымский улус)
Берёзовка (эвен. Хо̄ Эен) — село в Среднеколымском улусе Республики Саха (Якутия) России. Административный центр Берёзовского национального (кочевого) наслега.

## География
Село находится в северо-восточной части Якутии, в пределах Юкагирского плоскогорья, на левом берегу реки Берёзовки, на расстоянии примерно 129 километров (по прямой) к востоку-юго-востоку (ESW) от города Среднеколымска, административного центра улуса. Абсолютная высота — 52 метра над уровнем моря.

### Климат
Климат характеризуется как резко континентальный. Средняя температура воздуха самого тёплого месяца (июля) составляет 12 °C; самого холодного (января) — −38 °C. Среднегодовое количество атмосферных осадков составляет 250—300 мм.

### Часовой пояс
Село Берёзовка находится в часовой зоне МСК+8. Смещение применяемого времени относительно UTC составляет +11:00.

## История
В 1954 году Березовка стала административным центром образованного Березовского наслега
Согласно закону Республики Саха (Якутия) от 30 ноября 2004 года N 173-З N 353-III, село стало центром муниципального образования Берёзовский национальный (кочевой) наслег.

## Население
| 2002 | 2010 | 2021 |
| ---- | ---- | ---- |
| 316  | ↗330 | ↘280 |

### Половой состав
По данным Всероссийской переписи населения 2010 года в гендерной структуре населения мужчины составляли 53,3 %, женщины — соответственно 46,7 %.

### Национальный состав
Согласно результатам переписи 2002 года, в национальной структуре населения эвены составляли 85 % из 316 чел.

## Инфраструктура
образование
В 1954 году Указом Президиума Верховного Совета РСФСР от 15 июля 1954 г. образована эвенская национальная кочевая школа: в 1955 г. преобразована в начальную, в 1975 г. в восьмилетнюю, в 1988 г. — в среднюю. Носит имя В. А. Роббека.

## Транспорт
Транспортное сообщение осуществляется по автозимнику Среднеколымск — Берёзовка, а также воздушным транспортом.

## Улицы
Уличная сеть села состоит из семи улиц.